# Moraxella catarrhalis
Moraxella catarrhalis és un diplococ gramnegatiu, aeròbic, oxidasa positiu que pot colonitzar i causar infecció del tracte respiratori en humans, així com també a l'oïda mitja, al sistema nerviós central i a les articulacions. Provoca la infecció de la cèl·lula hoste en adherir-se a ella mitjançant adhesines autotransportadores trimèriques.

## Història
Moraxella catarrhalis va ser inicialment situada en un gènere separat anomenat Branhamella. La raó per a això va ser que els altres membres del gènere Moraxella són bacil·liformes i rarament causen infecció en humans. No obstant, resultats d'estudis d'hibridació de DNA i comparació de seqüències de ARNr 16S van ser usats per justificar la inclusió de l'espècie catarrhalis en el gènere Moraxella. Actualment es prefereix el nom Moraxella catarrhalis per aquests bacteris, tot i que en l'àmbit mèdic a vegades se'ls continua anomenant Branhamella catarrhalis.
El nom Moraxella va ser donat en honor de Victor Morax, un oftalmòleg suís que va ser el primer a descriure el gènere. Catarrhalis és derivat de katarrhein, paraula grega que originalment significava 'escórrer', descrivint el flux profús de nas i ulls associat típicament amb inflamació severa en refredats.

## Genètica
La seqüència genòmica sencera de la soca M. catarrhalis CCUG 353 es va dipositar i publicar a la DNA DataBank del Japó, Arxiu Europeu de Nucleòtids, i GenBank al 2016.

## Importància clínica
Recentment s'està prestant més atenció a Moraxella catarrhalis com a patogen humà emergent. S'ha identificat com una causa important en la infecció broncopulmonar, causant infecció per aspiració pulmonar al tracte respiratori superior. A més, causa pneumònia bacteriana, especialment en adults amb un sistema immunitari compromès. També se sap que provoca exacerbacions infeccioses en adults amb malaltia pulmonar obstructiva crònica, i és una causa important de sinusitis aguda, sinusitis maxil·lar, bacterièmia, meningitis, conjuntivitis, irritació purulenta aguda de bronquitis crònica, uretritis, sèpsia (tot i que poc freqüent), artritis sèptica (poc freqüent) i laringitis aguda en adults i otitis mitjana aguda en nens. M. catarrhalis és un invasor pulmonar oportunista i causa danys especialment en pacients que tenen en sistema immunitari compromès o qualsevol malaltia crònica subjacent.
La taxa màxima de colonització per M. catarrhalis sembla que es produeix al voltant dels 2 anys d'edat, amb una notable diferència en les taxes de colonització entre nens i adults (molt alta i molt baixa)

## Resistència als antibiòtics
M. catarrhalis es pot tractar amb antibiòtics, malgrat habitualment és resistent a la penicil·lina, l'ampicil·lina i l'amoxicil·lina.
Les prioritats de recerca actuals impliquen intentar trobar una vacuna adequada per aquest organisme genotípicament divers, així com determinar factors implicats en la virulència, per exemple, la resistència al complement. El lipooligosacàrid es considera també un possible factor de virulència.
Des del recent reconeixement de M. catarrhalis com a microbi patogen important, el desenvolupament d'un possible antibiòtic per tractar la infecció ha estat en curs. Algunes de les soques són resistents a l'ampicil·lina, la qual cosa fa que tant l'ampicil·lina com l'amoxicil·lina siguin opcions inadequades d'antibiòtics contra aquest bacteri. Addicionalment, malgrat totes les soques eren susceptibles al cotrimoxazole, l'eritromicina, la sulfadimidina i la tetraciclina, també eren resistents al trimetoprim.
La resistència de M. catarrhalis als antibiòtics betalactàmics, com l'ampicil·lina i l'amoxicil·lina, està mediada per lipoproteïnes periplasmàtiques betalactamases BRO-1 i BRO-2, que protegeixen la capa de peptidoglicà mitjançant la hidrolització de les molècules de betalactàmic que entren a la cèl·lula bacteriana. Les betalactamases es produeixen al citoplasma i es transloquen a l'espai periplasmàtic mitjançant la via de translocació Tat, una via de secreció de proteïnes que les transporta a través d'una membrana bilipídica en estat plegat. M. catarrhalis produeix i secreta vesícules de membrana externa que contenen betalactamases que poden funcionar com un sistrma de lliurament extracel·lular de resistència als betalactàmics que afavoreix la supervivència de bacteris sensibles als betalactàmics que es troben propers a M. catarrhalis. Aquest comportament és beneficiós pels altres bacteris i pot dificultar el tractament amb antibiòtics de les infeccions polimicrobianes. A més, la resistència de M. catarrhalis a altres antibiòtics també es pot atribuir a la betalactamasa, perquè l'ús d'aquests antibiòtics ha provcat un augment del desenvolupament de la betalactamasa que resisteix a diferents antibiòtics.

## Vacunació
Un estudi de l'any 1944 va identificar una gran proteïna a la superfície de totes les soques de M. catarrhalis estudiades, que pot servir com a objectiu pels anticossos protectors. Aquesta proteïna UspA és la primera proteïna exposada a la superfície de M. catarrhalis que pot ser un objectiu pels anticossos biològicament actius i, per tant, conduir a una vacunació. La gran mida de la macromolècula exposada la fa semblant al complex macromolecular de proteïnes de membrana externa de Neisseria gonorrhoeae, la qual cosa implica que UspA pot ser una cadena polipeptídica única.
En un altre estudi, la immunització activa de M. catarrhalis a les vies respiratòries va permetre controlar el creixement d'aquest bacteri i va conduir al desenvolupament d'antígens sèrics. A més, hi va haver una capacitat millorada en els individus vacunats (ratolins) per netejar M. catarrhalis dels seus pulmons. De la mateixa manera, la immunització passiva de M. catarrhalis de les vies respiratòries dels ratolins també va millorar la capacitat d'aquests per eliminar els microbis dels seus pulmons, la qual cosa significa que els anticossos sèrics probablement tenen un paper important en la immunització i la protecció de les vies respiratòries.
Juntament amb les proteïnes de la membrana externa que són consistents entre les diferents soques de M. catarrhalis, també podria existir una mena de resposta d'anticossos IgG específica a determinades proteïnes de la membrana externa. Per tant, els antígens de la membrana externa del bacteri també proporcionen una possible font per l'elaboració de la vacuna.